# Ormes, Marne
Ormes är en kommun i departementet Marne i regionen Grand Est (tidigare regionen Champagne-Ardenne) i nordöstra Frankrike. Kommunen ligger i kantonen Reims 1er Canton som tillhör arrondissementet Reims. År 2022 hade Ormes 537 invånare.

## Befolkningsutveckling
Antalet invånare i kommunen Ormes
| Referens: INSEE |